# Passage du Moulinet
Le passage du Moulinet est une voie du 13e arrondissement de Paris, en France.

## Situation et accès
Le passage du Moulinet est situé dans le 13e arrondissement de Paris. Il débute au 45-49, rue du Moulinet et se termine au 154, rue de Tolbiac.

## Origine du nom
Elle doit son nom en raison de son voisinage avec la rue du Moulinet, qui porte ce nom en raison de la présence d'un petit moulin qui était présent à l'angle qu'elle formait avec l'avenue d'Italie.

## Historique
Ce passage est une ancienne impasse convertie en passage lors du percement de la rue de Tolbiac, en 1875.
Dans la nuit du 1er au 2 juin 1918, durant la Première Guerre mondiale, des bombardiers allemands lancent une torpille qui explose au no 11 du passage du Moulinet.